# Bambi (roman)

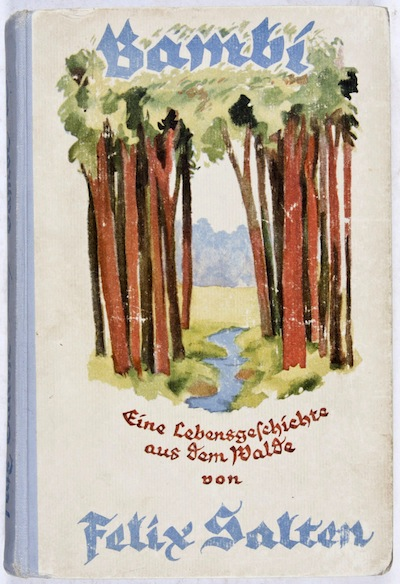
1923.

Bambi, oorspronkelijk gepubliceerd in Oostenrijk als Bambi: Eine Lebensgeschichte aus dem Walde (Bambi: Een leven in het woud), is een boek geschreven door Felix Salten en gepubliceerd door Ullstein-Verlag in Berlijn in 1923. Een Engelse vertaling van het boek (Bambi: A Life in the Woods) werd in Noord-Amerika gepubliceerd in 1928 en werd sindsdien in meer dan dertig verschillende talen ter wereld vertaald. In 1939 schreef Salten een vervolg getiteld Bambi’s kinderen (Bambis Kinder: Eine Familie im Walde).
Het boek werd door de recensenten goed ontvangen en wordt beschouwd als een klassieker. In 1942 bracht Walt Disney een animatiefilm uit onder de titel Bambi.
Bambi was door Felix Salten absoluut niet bedoeld als kinderboek. De schrijver zette zich met zijn boek vooral af tegen de mensen in zijn tijd die een 'terug-naar-de-natuur'-idee verkondigden. In zijn boek is de natuur zeker geen vrolijk pretpark, maar levensgevaarlijk. Al kort na zijn geboorte wordt Bambi met een gewelddadige dood geconfronteerd, waar de mens niets mee te maken heeft. Buitenspelen kan alleen onder strenge regels, onweersbuien teisteren het bos en de winterse voedselschaarste haalt het slechtste in elk dier naar boven. Nog eind vorige eeuw schreef The Wall Street Journal dat het boek ongeschikt was voor kinderen: "U vindt het op de kinderafdeling van de bibliotheek, een uitgelezen plek voor een boek van zo'n 200 pagina's dat is volgeplakt met bloedige actiescènes, seksuele verovering en verraad. Dit boek beschrijft een bos vol moordenaars en criminelen. Ik heb zeker zes moordenaars geteld, onder wie drie kindermoordenaars."
Salten beklaagde zich meerdere malen over de infantilisering van Bambi's verhaal, zowel door de Disney-studio's als door Amerikaanse uitgevers. In 1939 kreeg hij het verzoek om de manier waarop hij de bronsttijd van de reeën beschreef te herzien. Hij reageerde hierop met het verzoek om het boek niet als een kinderboek aan te prijzen of te bestempelen.
Overigens was de marketing van het boek, toen het in 1928 in Amerika verscheen, toen nog gericht op een volwassen publiek. Pas sinds het succes van de animatiefilm werd het als kinderboek gezien. De filmrechten van Bambi werden in 1933 door Salten verkocht voor 1000 dollar aan de MGM-studio's. Die dachten aanvankelijk aan een film met echte dieren. Toen dat niet haalbaar bleek werden de rechten doorverkocht aan Disney. In de zomer van 2025 verscheen er een horrorfilm gebaseerd op het verhaal, onder de titel Bambi: The Reckoning. De film is onderdeel van de filmreeks The Twisted Childhood Universe.

## Vertalingen
- Salten, Felix: Bambi. In het Nederlandsch overgebracht door Henk Cornelissen. Tekeningen van Hans Bertle. Den Haag, Zuid-Hollandsche Uitgeversmij, 1949.
- Salten, Felix: Bambi’s kinderen. In het Nederlandsch overgebracht door Henk Cornelissen. Geïllustreerd met de originele tekeningen van de Zwitserse kunstenaar Hans Bertle. Den Haag, Zuid-Hollandsche uitgeversmij, 1950.